# Das Geschlecht der Schelme. 2. Teil
Das Geschlecht der Schelme. 2. Teil è un film muto del 1918 diretto da Alfred Halm. È la seconda parte di un dittico che comprende Das Geschlecht der Schelme. 1. Teil, un film che era uscito nelle sale nell'ottobre 1917 con gli stessi due protagonisti, Frederic Zelnik (anche produttore) e sua moglie Lya Mara.

## Produzione
Il film fu prodotto da Friedrich Zelnik per la Berliner Film-Manufaktur GmbH (Berlin).

## Distribuzione
Uscì nelle sale cinematografiche tedesche nell'ottobre 1918. A Berlino, con il visto di censura 42380, e a Monaco, con visto 1068 del 31 ottobre 1922, il film fu vietato ai minori.